# Kloster Wienhausen
Das Kloster Wienhausen ist ein ehemaliges Zisterzienserinnenkloster, heute ein evangelisches Frauenstift und stammt aus dem 13. Jahrhundert. Es liegt im niedersächsischen Wienhausen, im Landkreis und Kirchenkreis Celle und wird von der Klosterkammer Hannover verwaltet.

## Beschreibung
Das historische Klosterensemble ist weitgehend erhalten. Östlich der Kirche liegen Wassermühle und Wirtschaftsgebäude. Nach Norden im rechten Winkel an die Kirche angebaut sind die Konventsgebäude: das mittelalterliche im Westen und der nachreformatorische Fachwerkbau im Osten; dazwischen der doppelgeschossige Kreuzgang im Stil der Backsteingotik. Die Kirche besteht aus der alten romanischen Archidiakonatskirche (deren Turm bei der Klostergründung gemäß Zisterzienserregel abgerissen wurde) und der westlich daran angebauten hohen gotischen Klosterkirche mit dem Nonnenchor im Obergeschoss und dem Pilgersaal im Erdgeschoss. Die beiden Gebäudeteile sind heute durch eine Holzwand abgeteilt und werden getrennt genutzt.
Decke und Wände des Nonnenchors sind flächendeckend mit biblischen Bildern und Ornamenten ausgemalt. Dargestellt sind unter anderem die Schöpfungsgeschichte, das Leben und Sterben Jesu Christi und seine Auferstehung und Herrschaft im himmlischen Jerusalem. Die aus dem 15. Jahrhundert stammende Ausmalung wurde im 19. Jahrhundert übermalt.
Als im Jahr 1952 die Eichenbohlen unter dem Gestühl der Nonnen entfernt wurden, um elektrische Leitungen zu legen, fand man seltene und wertvolle Alltagsgegenstände, darunter Lesezeichen, Leder- und Nietbrillen aus dem 14. bis 16. Jahrhundert sowie Gegenstände, die sowohl christlichem als auch heidnischem Kult zugeschrieben werden können.

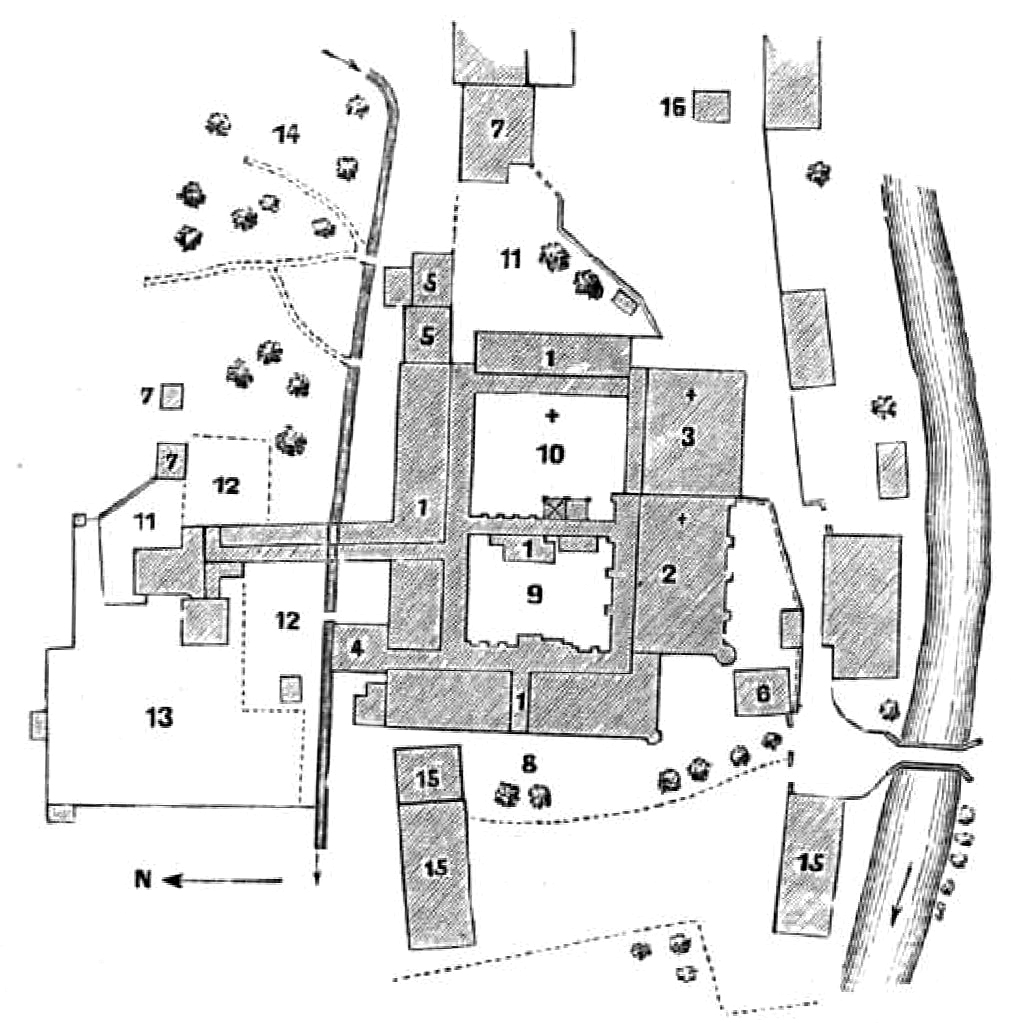
Plan der Klosteranlage 1. Klostergebäude
2. Klosterkirche
3. Gemeindekirche St. Marien
4. Aebtissin-Wohnung
5. Neuere Wohnungen für Conventualinnen
6. Klosterknechtswohnung
7. Nebengebäude
8. Vorhof
9. Kleinerer Klosterhof
10. Größerer Klosterhof
11. Hinterhof
12. Gärten
13. Bleiche
14. Klostergehölz
15. Wohnung und Nebengebäude des Beamten
16. Glockenhaus

Kloster Wienhausen ist bekannt für seine Sammlung wertvoller gotischer Bildteppiche aus dem 14. und 15. Jahrhundert, die jedes Jahr ab dem Freitag nach Pfingsten in einer Sonderausstellung zu sehen sind. Die Teppiche zeigen sowohl christliche als auch weltliche Motive; dargestellt sind zum Beispiel die Tristansage, verschiedene Heiligengeschichten (Thomas, Anna und Elisabeth) sowie der Spiegel des menschlichen Heils. Die im Kloster lebenden Konventualinnen pflegen die zahlreichen Kunstschätze und bieten Führungen an. Seit 2000 können die Teppiche sowie die Fundstücke aus dem Nonnenchor während der Hauptsaison mit mehrsprachigen Audioführungen (deutsch, englisch, französisch und spanisch) betrachtet werden. Führungen durch das Kloster werden auf Anfrage auch in Englisch, Französisch, Spanisch sowie Plattdeutsch angeboten.
Neben den textilen Werken haben sich einige Skulpturen erhalten, die von der qualitätvollen Ausstattung des Klosters zeugen. Vom Ende des 13. Jahrhunderts, der Zeit der Errichtung der Allerheiligenkapelle, sind dies drei gefasste Holzskulpturen: der Grabchristus, der Auferstehungschristus und eine Madonnenfigur. In der ersten Hälfte des 14. Jahrhunderts wurde der Kreuzgang errichtet, der den Westflügel (um 1310) mit dem oben beschriebenen Nonnenchor und der romanischen Archidiakonatskirche verband. Auch die bauzeitliche Verglasung des Kreuzgangs ist großteilig erhalten und zeigt einzelne Heilige sowie Szenen aus dem Leben und Leiden Christi (u. a. die Kreuzigung Christi mit den Tugenden).
Auf dem Gelände befindet sich die Fabianeiche.

## Geschichte
Das Kloster wurde um 1230 von Agnes von Landsberg etwa 15 Kilometer von Celle entfernt in Wienhausen an der Aller gegründet. Nach der Wienhäuser Chronik gab es schon vorher einige Kilometer entfernt bei Nienhagen ein Kloster, das dann wegen seiner Lage in einem Sumpfgebiet nach Wienhausen verlegt wurde. Sicher belegt werden kann das allerdings nicht. Die Besiedlung des neuen Konvents in Wienhausen erfolgte aus dem Kloster Wöltingerode.
1233 wurde die Klostergründung in Wienhausen von Bischof Konrad II. offiziell bestätigt und ihm die seit Mitte des 11. Jahrhunderts dort gelegene Archidiakonatskirche mit allem Grundbesitz und den Zehnten in mehreren Dörfern übertragen. Die Nonnen im Kloster lebten nach den Regeln der Zisterzienser, in deren Orden der Konvent 1244 offiziell aufgenommen wurde. Die finanzielle Unabhängigkeit sicherte sich das Kloster durch Mitgiften, Liegenschaften und Besitzungen seiner zumeist adeligen Nonnen. Das Kloster besaß Anteile an der Lüneburger Saline.
Ab 1528 führte Herzog Ernst von Braunschweig-Lüneburg die Reformation in seinem Herzogtum ein. Das Kloster wurde – gegen den Widerstand der Klosterfrauen – in einen evangelisch-lutherischen Frauenkonvent verwandelt. 1531 brach der Herzog durch Abriss der Propstei und aller Kapellen (mit Ausnahme der Allerheiligenkapelle) und durch Einzug des Propsteiguts die Gegenwehr der katholischen Nonnen. Die zerstörten Gebäude wurden 19 Jahre später im Fachwerkstil wiederaufgebaut. 1555 wurde die Lüneburger Klosterordnung erlassen.
1587 wurde offiziell die erste evangelische Äbtissin eingesetzt.
Es wird berichtet, dass noch viele Jahre lang heimlich katholische Gottesdienste abgehalten wurden.

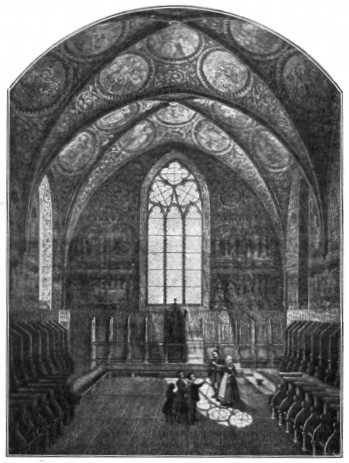
Nonnenchor (Mitte 19. Jahrhundert)
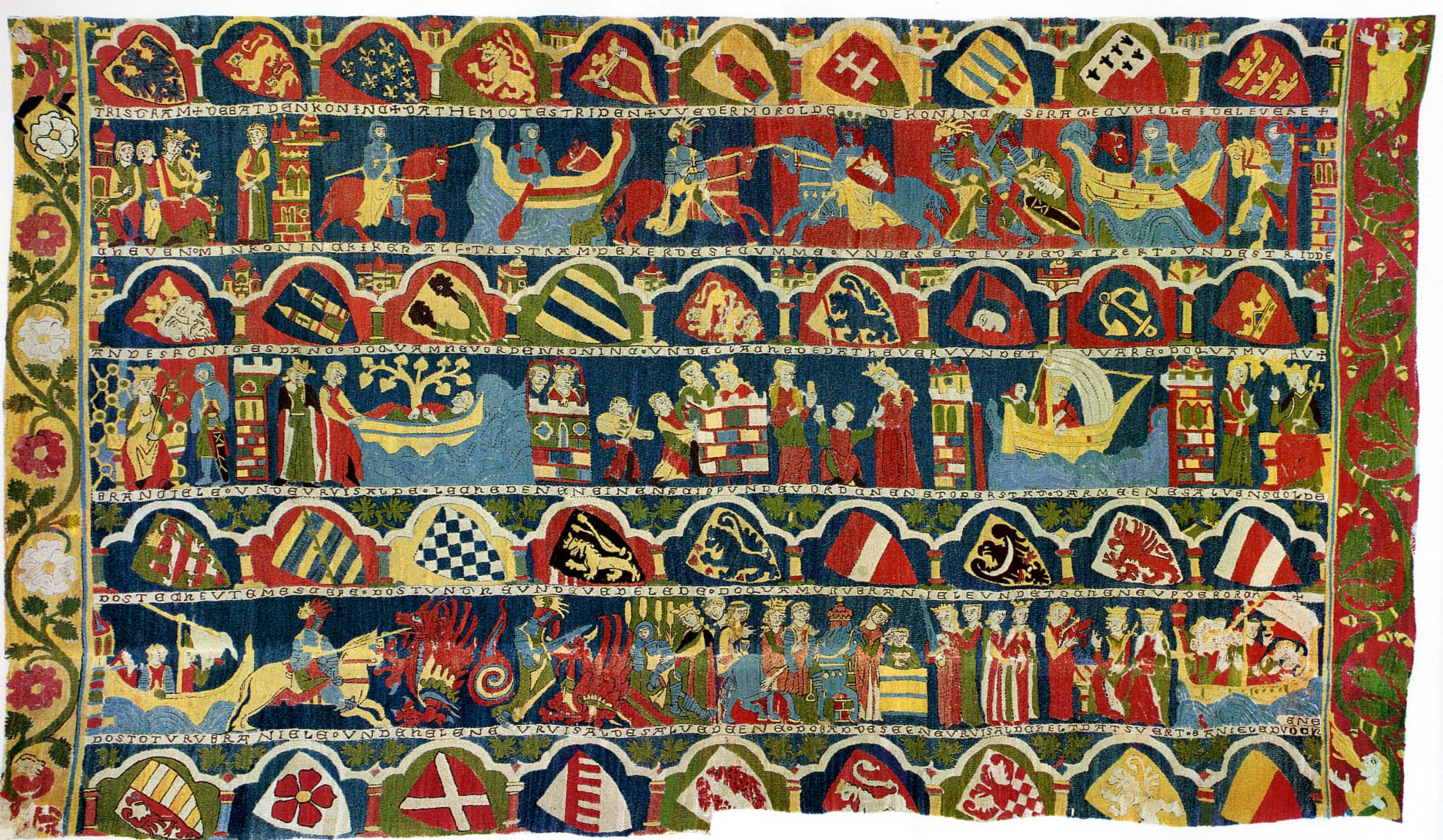
Tristanteppich
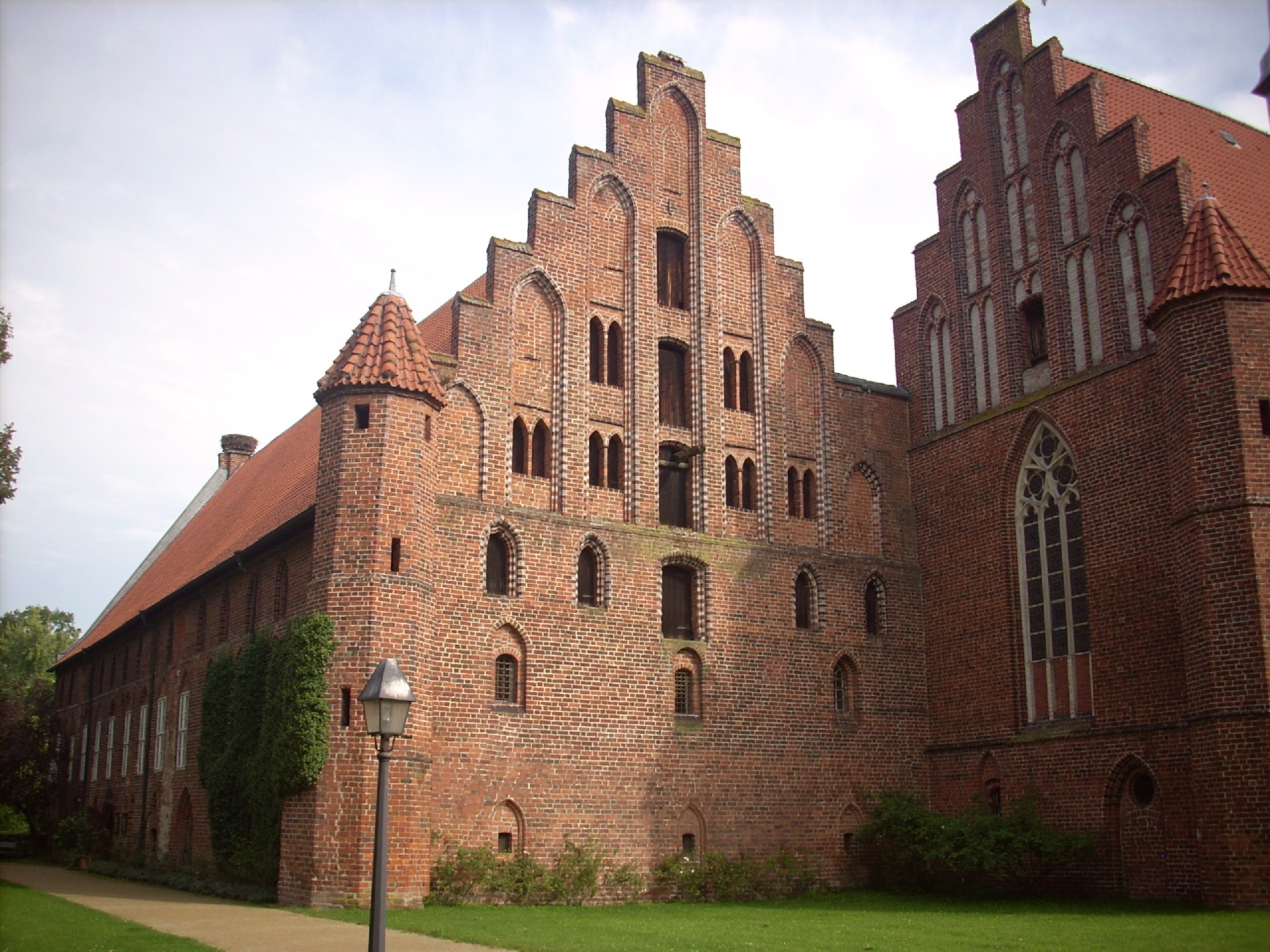
Südgiebel des Konventsgebäudes (links) und Westgiebel der Klosterkirche mit Nonnenchor
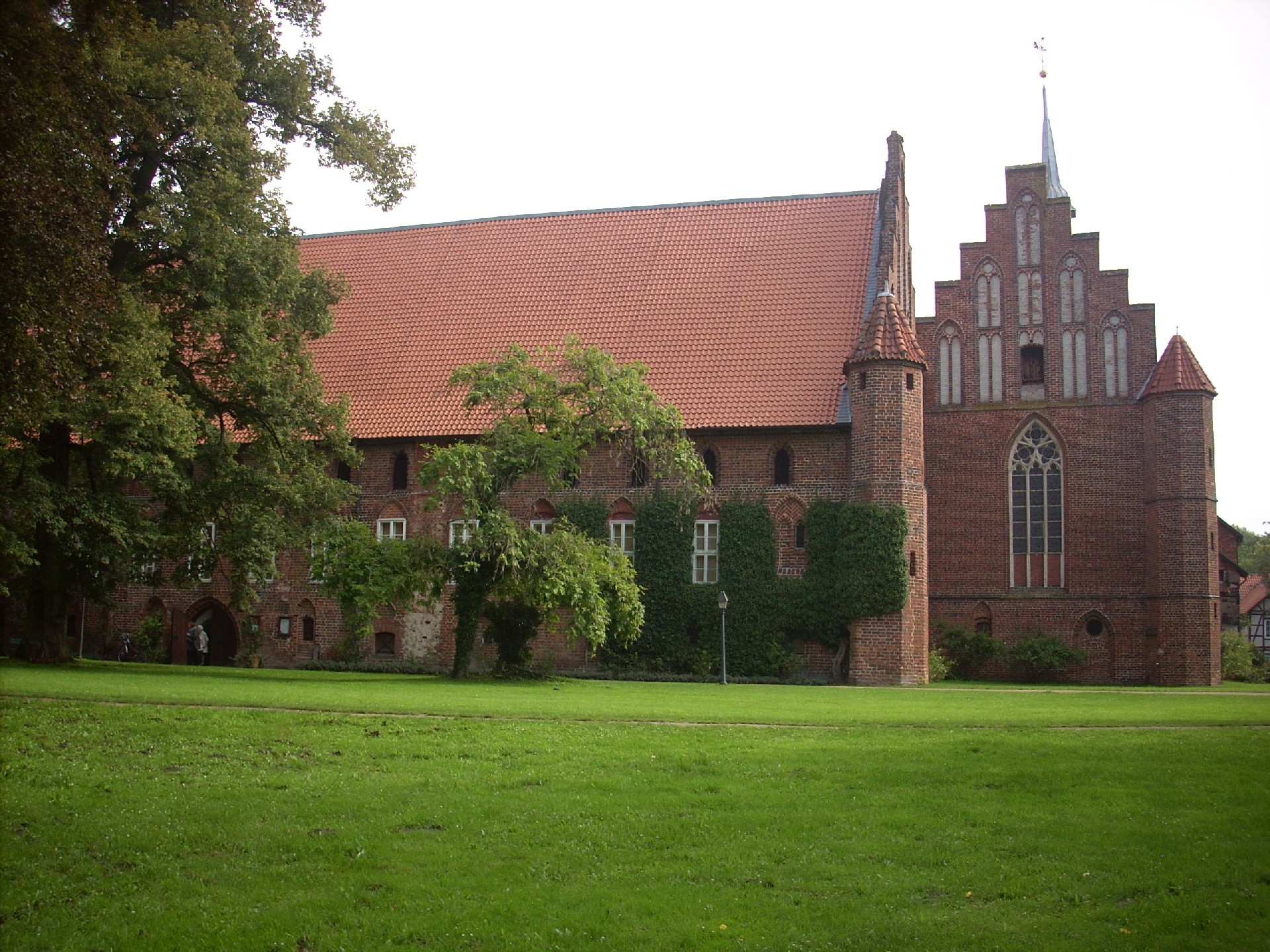
Konventsgebäude und Klosterkirche mit Nonnenchor vom Klosterpark
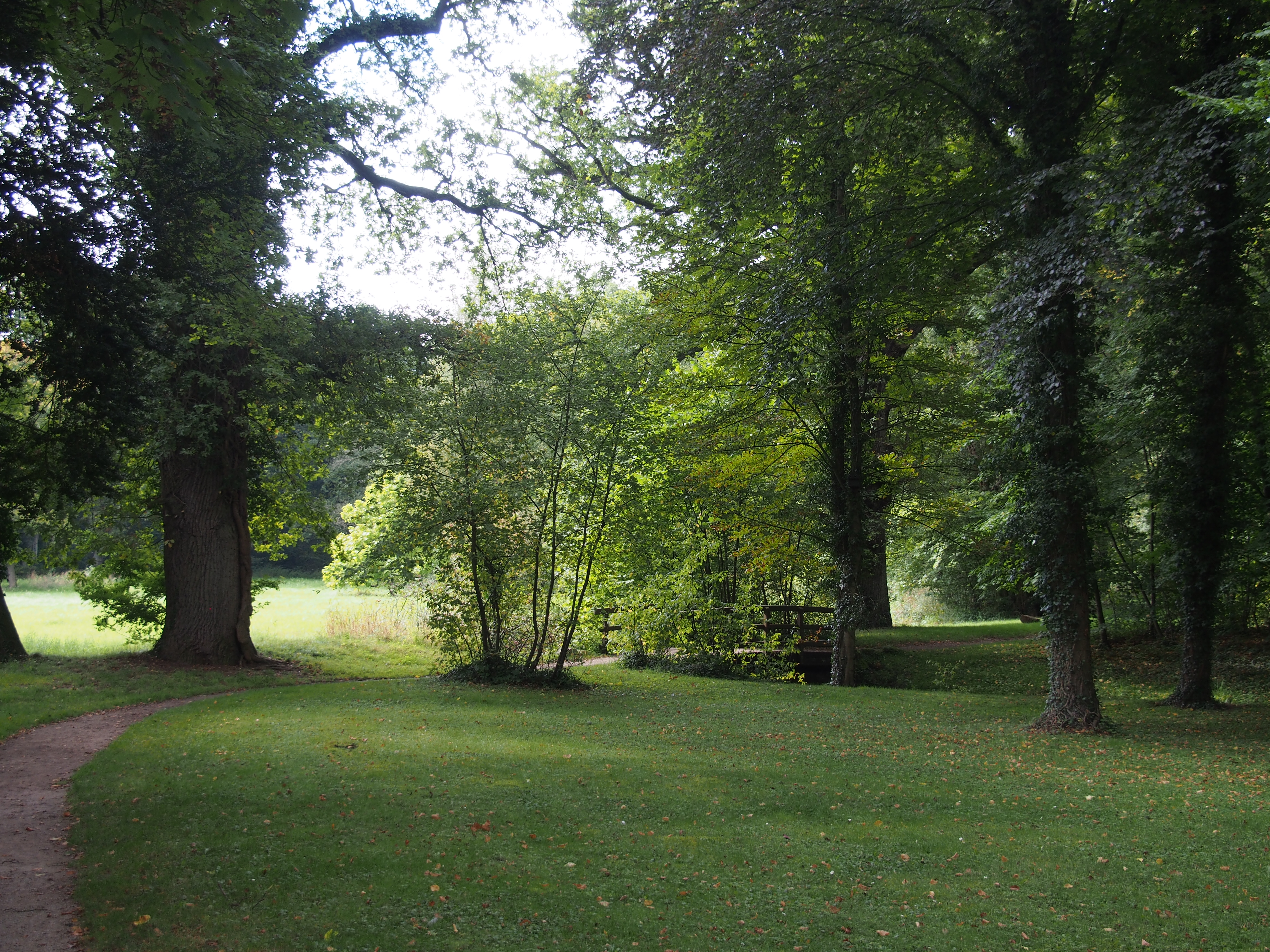
Parkanlage des Klosters

### Allgemeines
- Horst Appuhn: Kloster Wienhausen (= Norddeutsche Werkmonographien). Mit 80 Tafeln nach Aufnahmen von Hans Grubenbecher. Ellermann, Hamburg 1955.
- Gustav Lauterbach: Die Äbtissinnen und Pröpste des Frauen-Zisterzienser-Klosters Wienhausen bei Celle bis zur Reformation. In: Heimatland 6 (1955), S. 300–303.
- E. C. Hermann Krüger: Die Lüneburger Klöster Wienhausen und Isenhagen im deutschen Thronstreit in den Jahren 1243 bis 1253. In: Niedersächsisches Jahrbuch für Landesgeschichte 29 (1957), S. 206–212.
- Johannes Sommer: Neue Funde zur Baugeschichte der romanischen Archidiakonatskirche in Wienhausen. In: Niedersächsische Denkmalpflege 4 (1958/59), S. 15–22.
- Konrad Meier: Materialien zur Frühgeschichte der Klosterkirche in Wienhausen und ihrer Baulichkeit. In: Niedersächsische Denkmalpflege 6 (1965–69), S. 102–121.
- Josef Bauch: Holzdatierungen im Kloster Wienhausen Celle. In: Niedersächsische Denkmalpflege (1978), S. 77–92.
- Horst Appuhn: Kloster Wienhausen. Aufnahmen von Hans Grubenbecher, Dietrich Klatt und Jens Rheinländer. Kloster Wienhausen, Wienhausen 1986, ISBN 3-9801316-0-2.
- Horst Appuhn: Chronik und Totenbuch des Klosters Wienhausen. 3., ergänzte Auflage, Wienhausen 1986.
- Heiko Leerhoff: Wienhausen. In: Die Männer- und Frauenklöster der Zisterzienser in Niedersachsen, Schleswig-Holstein und Hamburg (= Germania Benedictina, Bd. 12). St. Ottilien 1994, S. 756–796.
- Wolfgang Brandis: Kloster Wienhausen und die Hildesheimer Stiftsfehde 1519–1523. In: Die Diözese Hildesheim in Vergangenheit und Gegenwart 62 (1994), S. 171–188.
- Konrad Meier: Kloster Wienhausen. Band 1: Geschichte, Architektur und bildende Kunst. Ein Überblick. 7. neubearbeitete Auflage, Wienhausen 1997.
- Ernst Andreas Friedrich: Das Kloster Wienhausen. In: Ernst Andreas Friedrich: Wenn Steine reden könnten. Band 4. Landbuch-Verlag, Hannover 1998, ISBN 3-7842-0558-5, S. 145–147.
- Kristin Böse: Elisabeth von Thüringen als Identifikationsfigur in spätmittelalterlichen Frauenklöstern. Die Teppiche in Wienhausen und Helmstedt. In: Christa Bertelsmeier-Kierst (Hrsg.): Elisabeth von Thüringen und die neue Frömmigkeit in Europa. Frankfurt am Main 2008, S. 231–250.
- Thomas Noll: Die Inschriften der Lüneburger Klöster. Ebstorf, Isenhagen, Lüne, Medingen, Walsrode, Wienhausen. In: Kunstchronik 64 (2011), S. 26–29.
- Rüdiger Brandis: Kloster Wienhausen. Band 1: Geschichte und Kunst. Wienhausen 2014.
- Arne Schrader: Reformatorische Auswirkungen auf das Frauenkloster Wienhausen. Hannover 2017.
- Mai-Britt Wiechmann: Witnesses of Passion in Cistercian Houses. The Veneration of Christ's Relics in Walkenried, Mariengarten and Wienhausen. In: Hedwig Röckelein (Hrsg.): Devotional cross-roads. Practicing love of God in Medieval Jerusalem, Gaul and Saxony. Göttingen 2019, S. 125–160.

### Ausstattung
- Otto Vorländer: Alte Wand- und Deckenmalerei in der „Allerheiligenkapelle“ des Klosters Wienhausen an der Aller. In: Denkmalpflege und Heimatschutz 27 (1925), S. 118–122.
- Andreas Machens: Der Altar auf dem Nonnenchor zu Wienhausen. In: Die Diözese Hildesheim in Vergangenheit und Gegenwart 3 (1929), S. 14–21.
- Horst Appuhn: Romanische Fenstergewände und eine gotische Wandmalerei im Kloster Wienhausen. In: Niedersächsische Denkmalpflege 2 (1955), S. 32–44.
- Horst Appuhn: Der Wappenteppich der Äbtissin Katharina Remstede im Kloster Wienhausen. Eine Lüneburger Wirkerei von 1501. In: Lüneburger Blätter 11/12 (1961), S. 9–11.
- Horst Appuhn: Der Auferstandene und das Heilige Blut zu Wienhausen. Über Kult und Kunst im späten Mittelalter. In: Niederdeutsche Beiträge zur Kunstgeschichte 1 (1961), S. 73–138.
- Horst Appuhn, Christian von Heusinger: Der Fund kleiner Andachtsbilder des 13.–17. Jahrhunderts in Kloster Wienhausen. In: Niederdeutsche Beiträge zur Kunstgeschichte 4 (1965), S. 157–238.
- Rosel Gollek-Gretzer: Prozessionsstangen in Kloster Wienhausen. In: Niederdeutsche Beiträge zur Kunstgeschichte 5 (1966), S. 91–132.
- Wiebke Michler: Die Wand- und Gewölbemalereien im Nonnenchor des ehemaligen Zisterzienserinnenklosters Wienhausen. Dissertation Georg-August-Universität Göttingen, Göttingen 1967.
- Doris Fouquet-Plümacher: Wort und Bild in der mittelalterlichen Tristantradition. Der älteste Tristanteppich von Kloster Wienhausen und die textile Tristanüberlieferung des Mittelalters. Berlin 1971.
- Horst Appuhn: Der Fund vom Nonnenchor (= Kloster Wienhausen, Bd. 4). Wienhausen 1973.
- Ulf-Dietrich Korn: Die Glasmalereien (= Kloster Wienhausen, Bd. 5). Wienhausen 1975.
- Horst Appuhn: Private Andachtsbilder in Kloster Wienhausen. Zeugnisse mittelalterlicher Volkskunst. In: Volkskunst 1 (1978), S. 77–82.
- Bernhard Gallistl: Eine ikonographische Besonderheit am Heiligen Grab in Wienhausen. In: Die Diözese Hildesheim in Vergangenheit und Gegenwart 53 (1985), S. 53–61.
- Eva Maria Koch: Eine Kreuzigung mit Tugenden. Ein Glasgemälde d. 14. Jh. im Kloster Wienhausen. In: Die Diözese Hildesheim in Vergangenheit und Gegenwart 54 (1986), S. 9–21.
- Babette Hartwieg: Drei gefaßte Holzskulpturen vom Ende des 13. Jahrhunderts in Kloster Wienhausen. In: Zeitschrift für Kunsttechnologie und Konservierung 2 (1988), S. 187–262.
- Eva Maria Koch: Adam erschaffen und erlöst. Die Genesis-Fresken im Nonnenchor und andere Kunstwerke im Kloster Wienhausen. In: Die Diözese Hildesheim in Vergangenheit und Gegenwart 56 (1988), S. 18–38.
- Rüdiger Becksmann, Ulf-Dietrich Korn: Die mittelalterlichen Glasmalereien in Lüneburg und den Heideklöstern (= Corpus vitrearum medii aevi, Bd. 7.2). Deutscher Verlag für Kunstwissenschaft, Berlin 1992, S. 203–248.
- Kerstin Hengevoss-Dürkop: Skulptur und Frauenkloster. Studien zu Bildwerken der Zeit um 1300 aus Frauenklöstern des ehemaligen Fürstentums Lüneburg (= Artefact, Bd. 7). Berlin 1994.
- Hans-Jürgen Schwarz: Die gotischen Wandmalereien der Allerheiligenkapelle im Kloster Wienhausen. Untersuchungen zur Erstellung eines Restaurierungs- und Erhaltungskonzeptes. In: Berichte zur Denkmalpflege in Niedersachsen 16 (1996), S. 140–143.
- Tanja Kohwagner-Nikolai: Zur Funktion des Heilsspiegelteppichs in Kloster Wienhausen. In: Die Diözese Hildesheim in Vergangenheit und Gegenwart 69 (2001), S. 105–137.
- Verein Fundus Bildarchiv Bad Karlshafen (Hrsg.): 900 Jahre Wandmalereien, Gewölbemalereien und Brüstungsmalereien in deutschen Kirchen und Klöstern. Bad Karlshafen 2008, S. 636–641.
- Olaf Siart: Kreuzgänge mittelalterlicher Frauenklöster. Bildprogramme und Funktionen. Petersberg 2008, S. 21–89.
- Susanne Wittekind: Passion und Ostern im Bildprogramm des Wienhäuser Nonnenchores. In: Linda Maria Koldau (Hrsg.): Passion und Ostern in den Lüneburger Klöstern. Ebstorf 2010, S. 157–186.
- Olaf Siart: Darstellungen der Passion im Kreuzgang des Zisterzienserinnen-Klosters Wienhausen. In: Linda Maria Koldau (Hrsg.): Passion und Ostern in den Lüneburger Klöstern. Ebstorf 2010, S. 187–204.
- Tanja Kohwagner-Nikolai: Die gotischen Bildteppiche (= Kloster Wienhausen, Bd. 3). Wienhausen 2013.
- Charlotte Klack-Eitzen, Wiebke Haase, Tanja Weißgraf (Hrsg.): Heilige Röcke. Kleider für Skulpturen in Kloster Wienhausen. Schnell + Steiner, Regensburg 2013, ISBN 978-3-7954-2701-6.
- Albrecht Hausmann: Der älteste Tristan-Teppich im Kloster Wienhausen bei Celle. In: Mitteilungen des Deutschen Germanistenverbandes 64 (2017), S. 294–301.
- Andreas Behrens: Die vier Jahreszeiten im Vergleich. Die Monatsbilder im Nonnenchor des Klosters Wienhausen. In: Der Heidewanderer 95 (2019), S. 145–148.

### Handschriften
- June Mecham: Reading between the Lines. Compilation, Variation, and the Recovery of an Authentic Female Voice in the "Dornenkron" Prayer Books from Wienhausen. In: Journal of Medieval History 29 (2003), S. 109–128.
- Jörn Bockmann: Bemerkungen zum „Wienhäuser Osterspielfragment“ und zur Erforschung der Geistlichen Spiele des Mittelalters. In: Linda Maria Koldau (Hrsg.): Passion und Ostern in den Lüneburger Klöstern. Ebstorf 2010, S. 81–104.
- Tanja Mattern: Literatur der Zisterzienserinnen. Edition und Untersuchung einer Wienhäuser Legendenhandschrift (= Bibliotheca Germanica, Bd. 56). Köln 2011.
- Tanja Mattern: Das „Wienhäuser Legendar“ im Kontext seiner Überlieferung. In: Britta-Juliane Kruse (Hrsg.): Rosenkränze und Seelengärten. Bildung und Frömmigkeit in niedersächsischen Frauenklöstern. Wolfenbüttel 2013, S. 127–135.
- Henrike Lähnemann: Das mittelniederdeutsche Passionsfragment aus Kloster Wienhausen. In: Jahrbuch des Vereins für Niederdeutsche Sprachforschung 137 (2014), S. 29–57.
- Tanja Mattern: Liturgy and Performance in Northern Germany. Two Easter Plays from Wienhausen. In: Elizabeth Andersen (Hrsg.): A Companion to Mysticism and Devotion in Northern Germany in the Late Middle Ages. Leiden 2014, S. 285–315.
- Carla Dauven-van Knippenberg, Elisabeth Meyer: Wienhausen Hs 80. Überlegungen zu Kontext und Performanz des Objekts. In: Amsterdamer Beiträge zur älteren Germanistik 78 (2018), S. 75–101.
- Lena Vosding: Handschriften der ars dictaminis im Zisterzienserinnenkloster Wienhausen. In: Benoît Grévin, Florian Hartmann (Hrsg.): Der mittelalterliche Brief zwischen Norm und Praxis. Wien u. a. 2020, S. 189–203.